# Rottorf (Winsen)
Rottorf ist ein Ortsteil von Winsen (Luhe) im Landkreis Harburg in Niedersachsen. Am 31. Mai 2023 hatte Rottorf 1270 Einwohner.

## Lage
Rottorf liegt am östlichen Rand des Winsener Stadtgebietes und grenzt direkt an den Landkreis Lüneburg. Die A 39 verläuft südlich in rund zwei km Entfernung, ebenso die Bahnstrecke Hamburg-Hannover. Nördlich fließt in zwei Kilometer Entfernung an der Grenze zur Binnenmarsch der Ilmenau-Kanal.

## Geschichte
Erstmalig wird Rottorf 1233 in einem Vertrag erwähnt, den Helena von Lüneburg und ihr Sohn Otto das Kind mit dem Michaeliskloster in Lüneburg geschlossen hat.
Kurz vor dem Ende des Zweiten Weltkrieges, am 18. April 1945 gerieten britische Truppen, die über die Reichsstraße 4 von Bardowick kommend in Rottorf eintrafen, in schwere Gefechte mit Soldaten der Wehrmacht. Hierbei wurde der Ort im Häuserkampf eingenommen, so dass die Britische Armee erst einen Tag später in Richtung Winsen vorrücken konnte. Bei diesen Kampfhandlungen brannten in Rottorf insgesamt 36 Gebäude ab, unzählige Gebäude wurden stark beschädigt. Im Vergleich der Anzahl der niedergebrannten Häuser zur Gesamtzahl der vorhandenen Gebäude war Rottorf der am schwersten geschädigte Ort im Landkreis Harburg.
Am 1. Juli 1972 wurde Rottorf im Rahmen der Gebietsreform zusammen mit zwölf weiteren Orten nach Winsen eingemeindet.

## Politik
Ortsvorsteherin von Rottorf ist Anja Trominski. Sie vertritt als Fraktionsmitglied der CDU auch gleichzeitig die Bürgerinnen und Bürger im Rat der Stadt Winsen (Luhe).

## Verkehr
Durch Rottorf führt die ehemalige Bundesstraße 4, die durch die Eröffnung der A250, der späteren A39, im Jahr 1995 zur Kreisstraße K87 herabgestuft wurde. Sie verband von jeher Hamburg mit Lüneburg. Östlich des Ortes verläuft die Bundesstraße 404, die im Süden mit der Autobahn A39 verbunden ist.

## Kultur und Freizeit
Rottorf gehört zur St. Marien-Kirchengemeinde in Handorf.
Ende des 19. Jahrhunderts wurden die ersten Vereine gegründet. Der Radfahrverein „Schwalbe“ und der Gesangsverein „Germania“ prägten zu dieser Zeit die 250 zählende Dorfgemeinschaft.
Die Freiwillige Feuerwehr Rottorf wurde am 1. Juni 1906 gegründet. Zuvor gab es eine Pflichtfeuerwehr. Im April 1974 wurde das aktuelle Feuerwehrhaus eröffnet.
1997 ist für die älteren Bürger des Ortsteils ein Seniorenkreis ins Leben gerufen worden.

## Bildung und Soziales
Ein zweizügiger Kindergarten unter der Leitung des DRK existiert seit 1998. Es gibt zwei Spielplätze.

## Sport
Im Jahre 1920 wurde der Sportverein MTV Rottorf gegründet. Der Verein umfasst heute 620 Mitglieder.

## Denkmäler
Im Dorf gibt es ein Gefallenendenkmal für die Opfer beider Weltkriege.